# Cibuntu (Bandung Kulon)
Cibuntu is een bestuurslaag in het regentschap Kota Bandung van de provincie West-Java, Indonesië. Cibuntu telt 19.136 inwoners (volkstelling 2010).